# José Sacía
José Sacía, noto anche come José Sasía (Treinta y Tres, 27 dicembre 1933 – 30 agosto 1996), è stato un calciatore e allenatore di calcio uruguaiano, di ruolo attaccante.

## Carriera

### Nazionale
Nel 1959 partecipò con la nazionale celeste al Campeonato Sudamericano de Football svoltosi in Ecuador, terminato con l'affermazione dei celesti.

## Palmarès

### Club

#### Competizioni internazionali
- Coppa Intercontinentale: 1

Peñarol: 1961

### Nazionale
- Coppa America: 1

Ecuador 1959